# Zeitschrift für Numismatik
Lo Zeitschrift für Numismatik (Periodico per la numismatica) è stata una rivista tedesca di numismatica pubblicata a Berlino annualmente dal 1874 al 1935 dalla Weidmannsche Buchhandlung, una casa editrice fondata nel 1680.

## Direttore
- 1874–1897: Alfred von Sallet
- 1898–1906: Hermann Dannenberg, Heinrich Dressel e Julius Menadier
- 1907–1920: Heinrich Dressel e Julius Menadier
- 1921–1935: Julius Menadier e Kurt Regling

## Contenuti
L'introduzione di Alfred von Sallet al primo numero inizia con le parole: 
(Alfred von Sallet, Zeitschrift für Numismatik, Band 1, Berlin 1874)
Di seguito i contributi sono elencati in diverse categorie nel sommario, Antichità, Medioevo, ecc., Collaborazioni minori, Letteratura, Necrologi. Il numero di contributi varia, in media sono circa 20 per numero. 
Anche il numero di pagine è molto diverso, ma di solito è compreso tra 300 e 400 all'anno. Nell'appendice di ogni edizione ci sono vari tavole con illustrazioni. Negli anni dal 1879 al 1909, dopo le tavole si trovavano informazioni sulla Numismatische Gesellschaft zu Berlin.

## Autori
Numerosi autori hanno scritto i loro contributi, alcuni solo alcuni, altri regolarmente nel corso degli anni, in particolare i direttori.
Alcuni sono ricordati (in ordine alfabetico):
- Hermann Dannenberg
- Hans Droysen
- Friedrich von Duhn
- Ferdinand Friedensburg
- Julius Friedländer
- Hugo Gaebler
- Hermann Grote
- Adolf Holm
- Friedrich Imhoof-Blumer
- Julius Menadier
- Eugen Merzbacher
- Theodor Mommsen
- Franz Reber
- Kurt Regling
- Alfred von Sallet
- Friedrich von Schrötter
- Rudolf Weil